# 運河駅

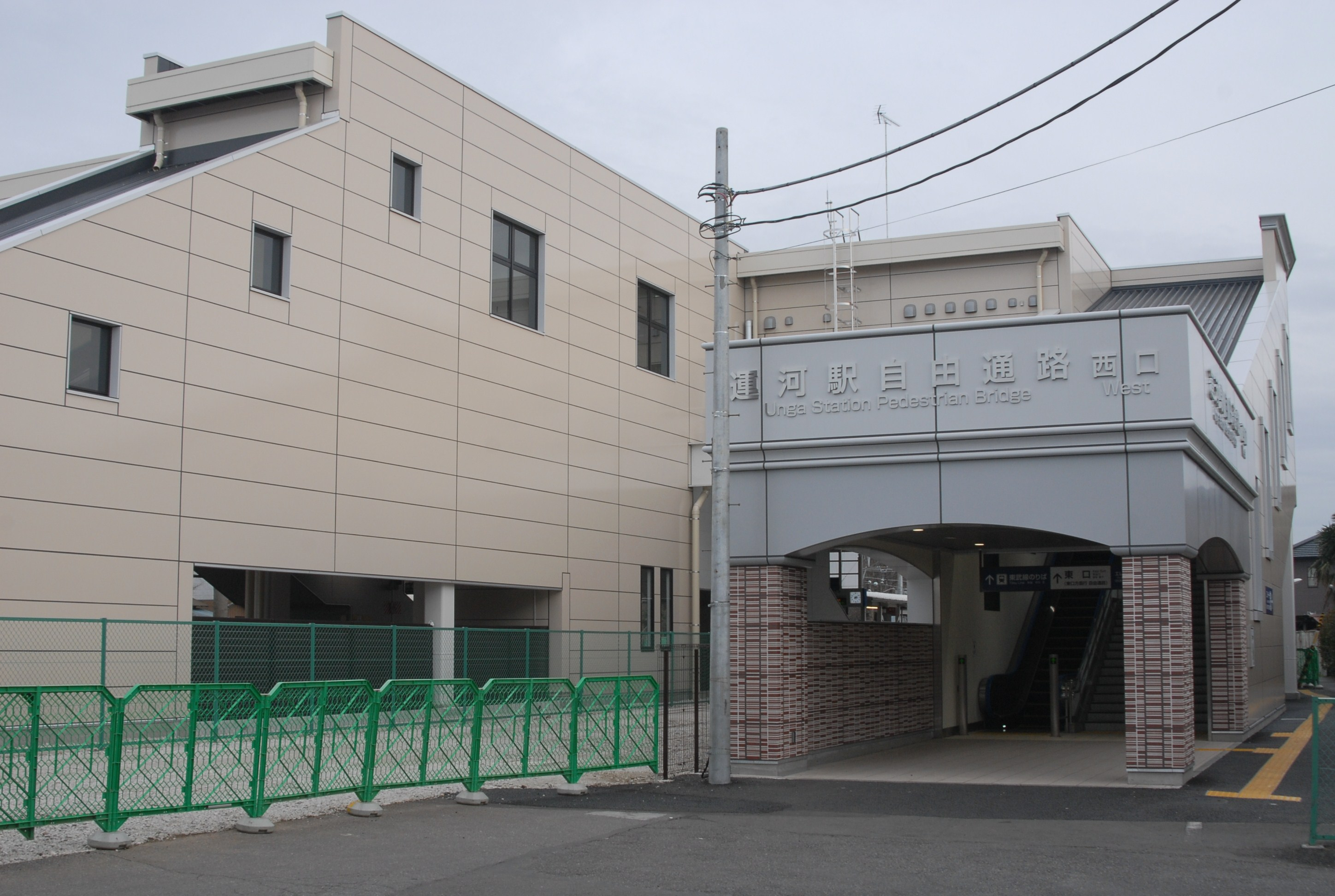
西口（2014年1月）

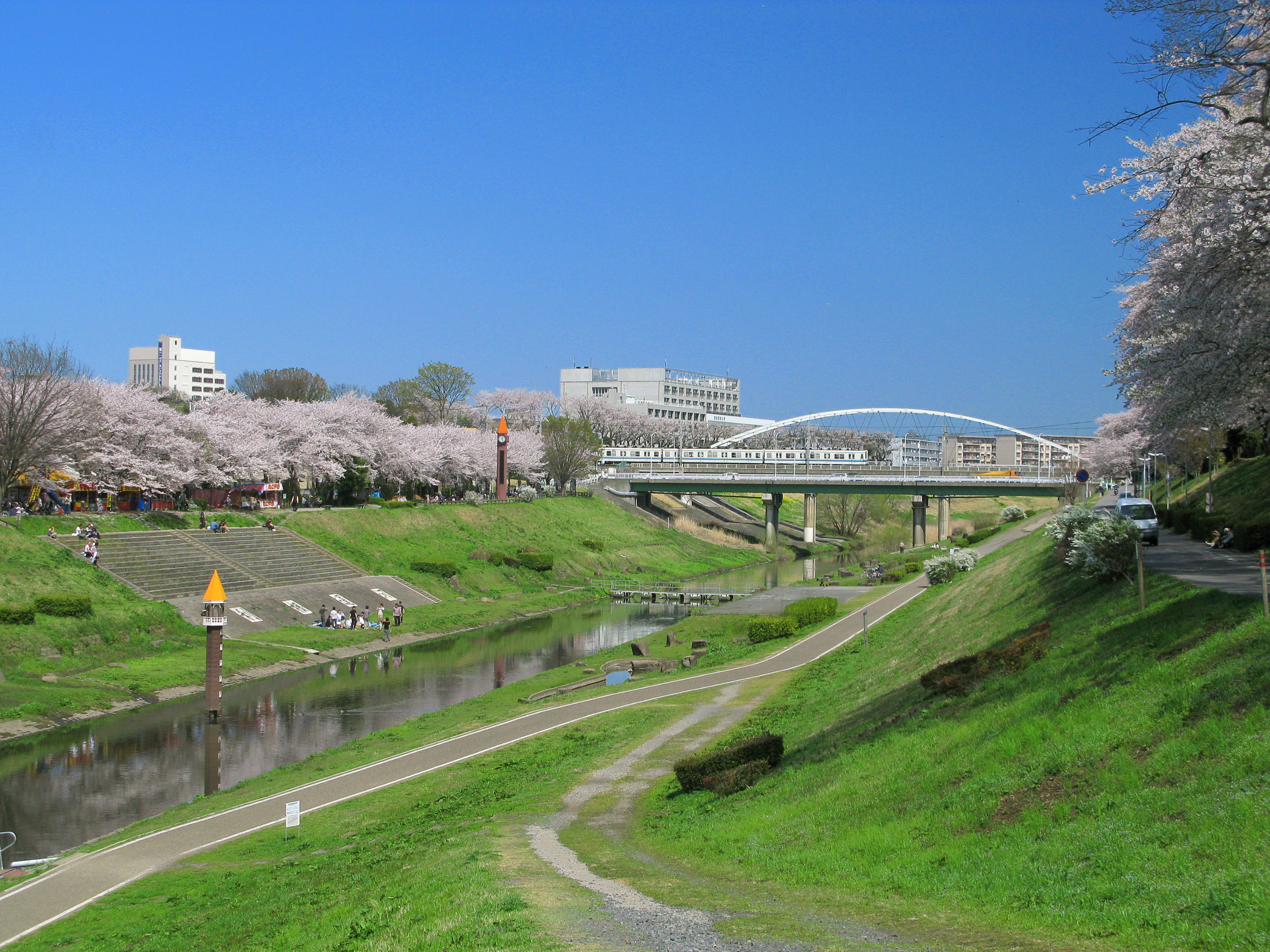
流山市立運河水辺公園付近（利根運河）

運河駅（うんがえき）は、千葉県流山市東深井にある、東武鉄道野田線（東武アーバンパークライン）の駅である。駅番号はTD 19。

## 歴史
駅名は、近くを流れる利根運河に由来している。

### 年表
- 1911年（明治44年）5月9日：千葉県営鉄道野田線野田町駅（現・野田市駅） - 柏駅間開通時に開設[1]。
- 1923年（大正12年）8月1日：千葉県営鉄道を北総鉄道へ譲渡[3][4]。
- 1929年（昭和4年）11月22日：北総鉄道が総武鉄道へ社名変更。
- 1944年（昭和19年）3月1日：陸上交通事業調整法に基づき、東武鉄道が総武鉄道を吸収合併、同社野田線の駅となる。
- 2008年（平成20年）10月10日：発車メロディ使用開始。
- 2012年（平成24年）3月17日：TD 19の駅ナンバリング導入。
- 2013年（平成25年）
  - 7月13日：新駅舎使用開始。
  - 12月27日：東口使用開始[2]、東口駅前広場開設。
- 2017年（平成29年）
  - 4月21日：ダイヤ改正に伴い、アーバンパークライナー2号の終着駅となる[5]。
- 2020年（令和2年）
  - 3月14日：アーバンパークライナーが柏駅まで運行延長されたことに伴い、停車駅となる[6][7]。
  - 6月8日：大宮駅 - 柏駅間で2往復（2 - 5号）新設[8]。

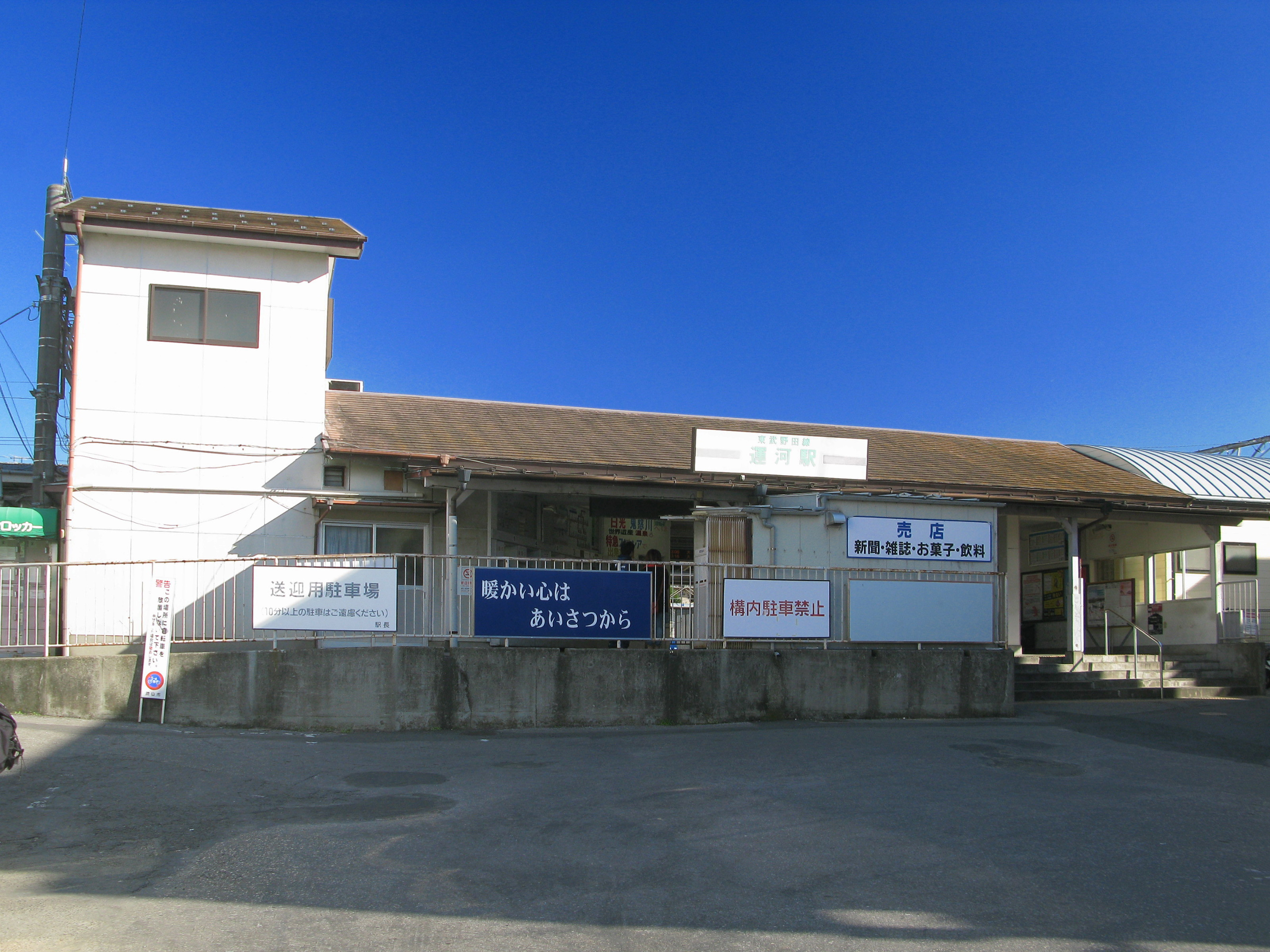
旧駅舎（2012年12月）
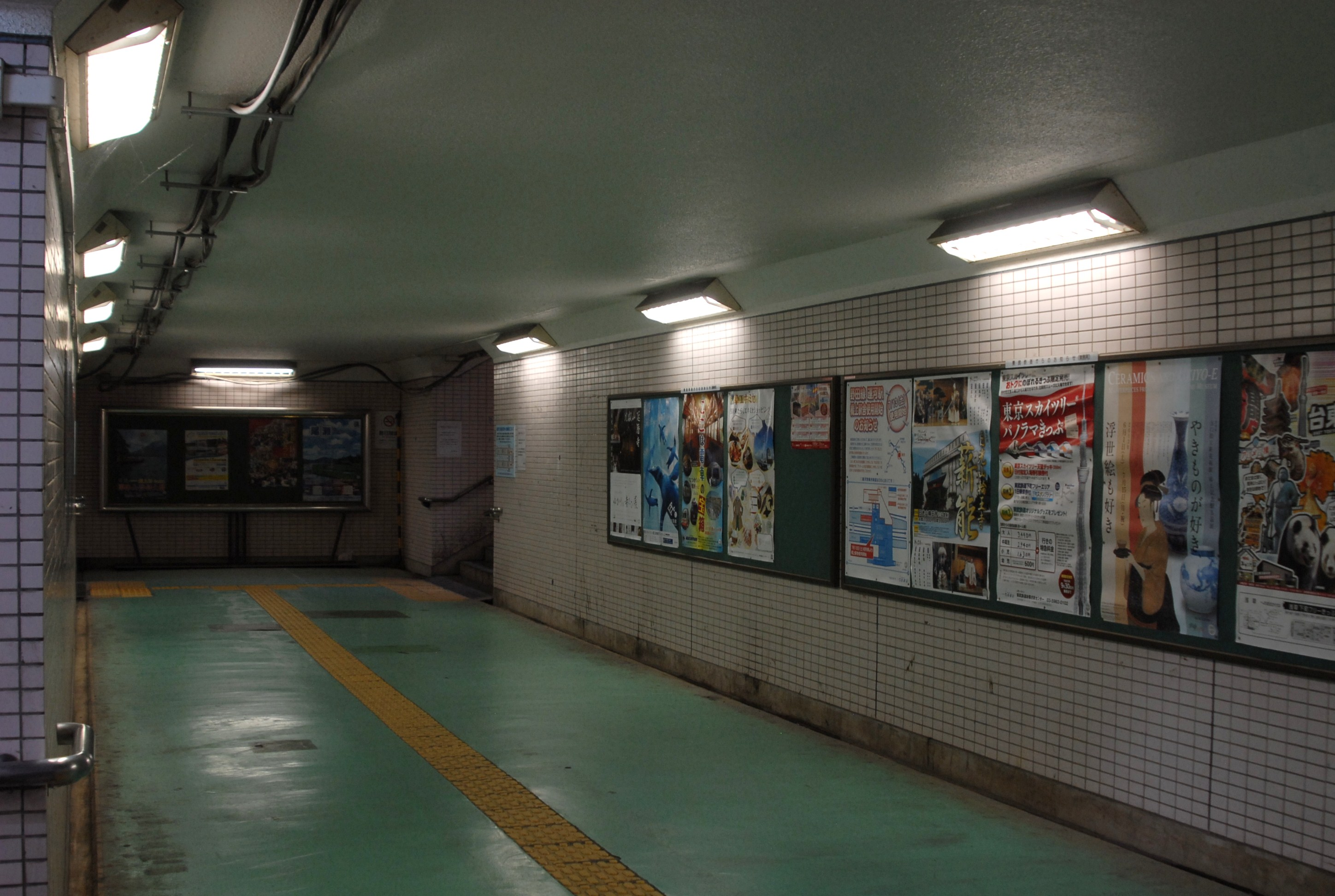
旧駅舎時代に使用されていた地下道（2013年7月）

## 駅構造
単式ホーム1面1線と島式ホーム1面2線、計2面3線を有する列車交換・待避可能な地上駅。橋上駅舎を備える。
現駅舎は2013年（平成25年）7月13日より段階的に使用開始され、内部には改札階と東西出口・ホーム間をそれぞれ連絡するエレベーターとエスカレーターが併設されている。完成当初は西口のみの暫定供用、2013年（平成25年）12月27日より東口及び東西自由通路の供用も開始された。橋上駅舎化に伴い東口駅前広場が整備され、東口とふれあい橋を結ぶ歩行者専用道路が新設された。
トイレは改札内コンコースにあり、多機能トイレを併設する。
柏・船橋方面は複線で当駅が単複境界となり春日部駅までは単線である。
旧駅舎は大宮方面単式ホーム側にあり、柏方面及び中線の島式ホームとは地下道で連絡していた。

### のりば
| 番線 | 路線                     | 方向     | 行先         | 備考                                                                                       |
| ---- | ------------------------ | -------- | ------------ | ------------------------------------------------------------------------------------------ |
| 1    | 東武アーバンパークライン | 上り     | 大宮方面     |                                                                                            |
| 2    | 東武アーバンパークライン | 上下兼用 | 大宮・柏方面 | 2番線は折返し列車と一部の下り列車が使用するが、夜間帯に一本のみ上り列車が2番線から発車する |
| 3    | 東武アーバンパークライン | 下り     | 柏方面       |                                                                                            |

主本線と中線
1・3番線が主本線である。
2番線は中線で上下線に出発可能である。基本的には当駅 - 柏駅間の区間列車折返しに使用し、急行列車運転時間帯は区間列車と緩急接続する。また、平日夕方および夜間帯には2番線から一部の柏行き・大宮行きの列車が発車する。
画像

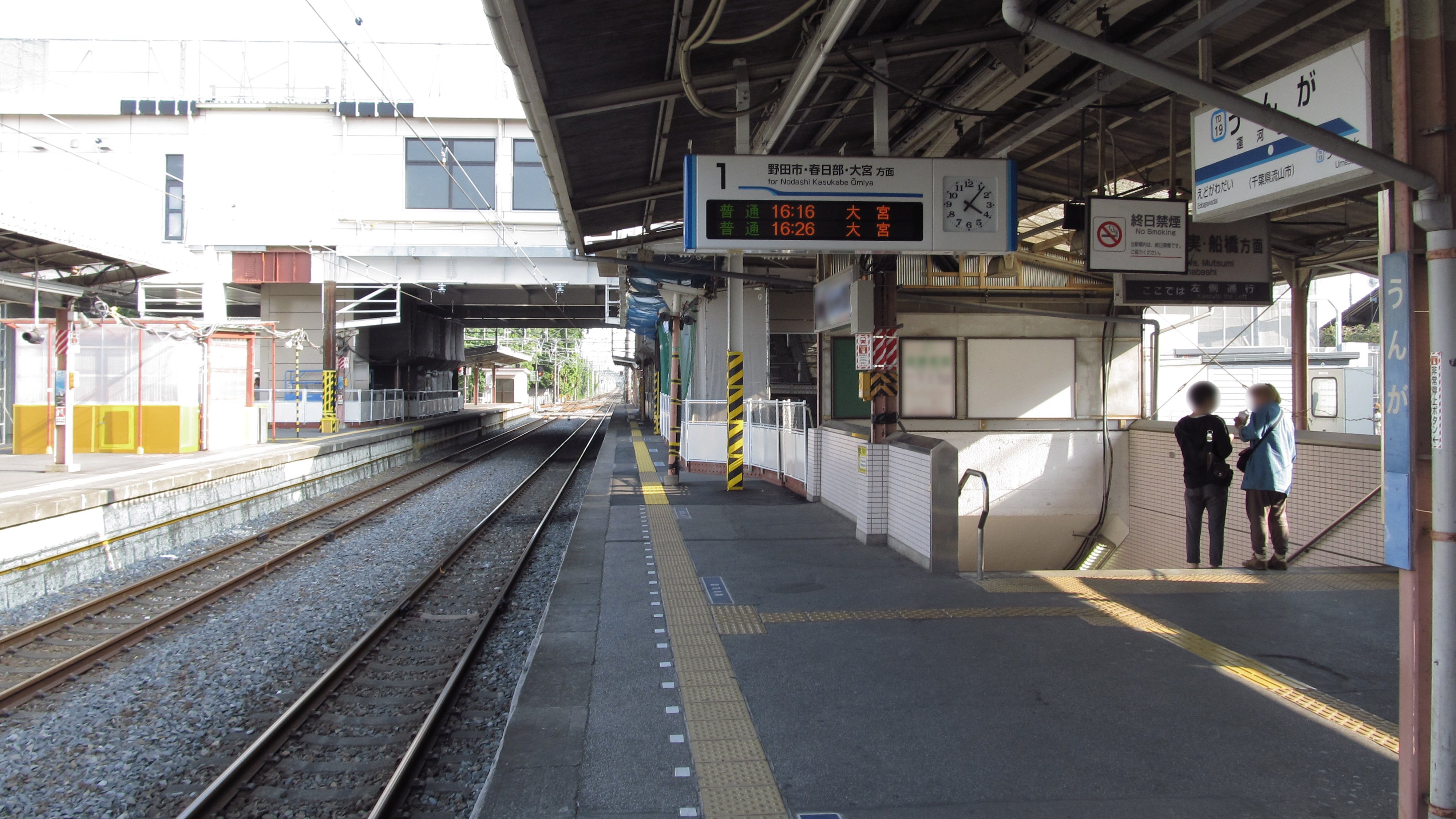
1番線ホーム（2013年5月）
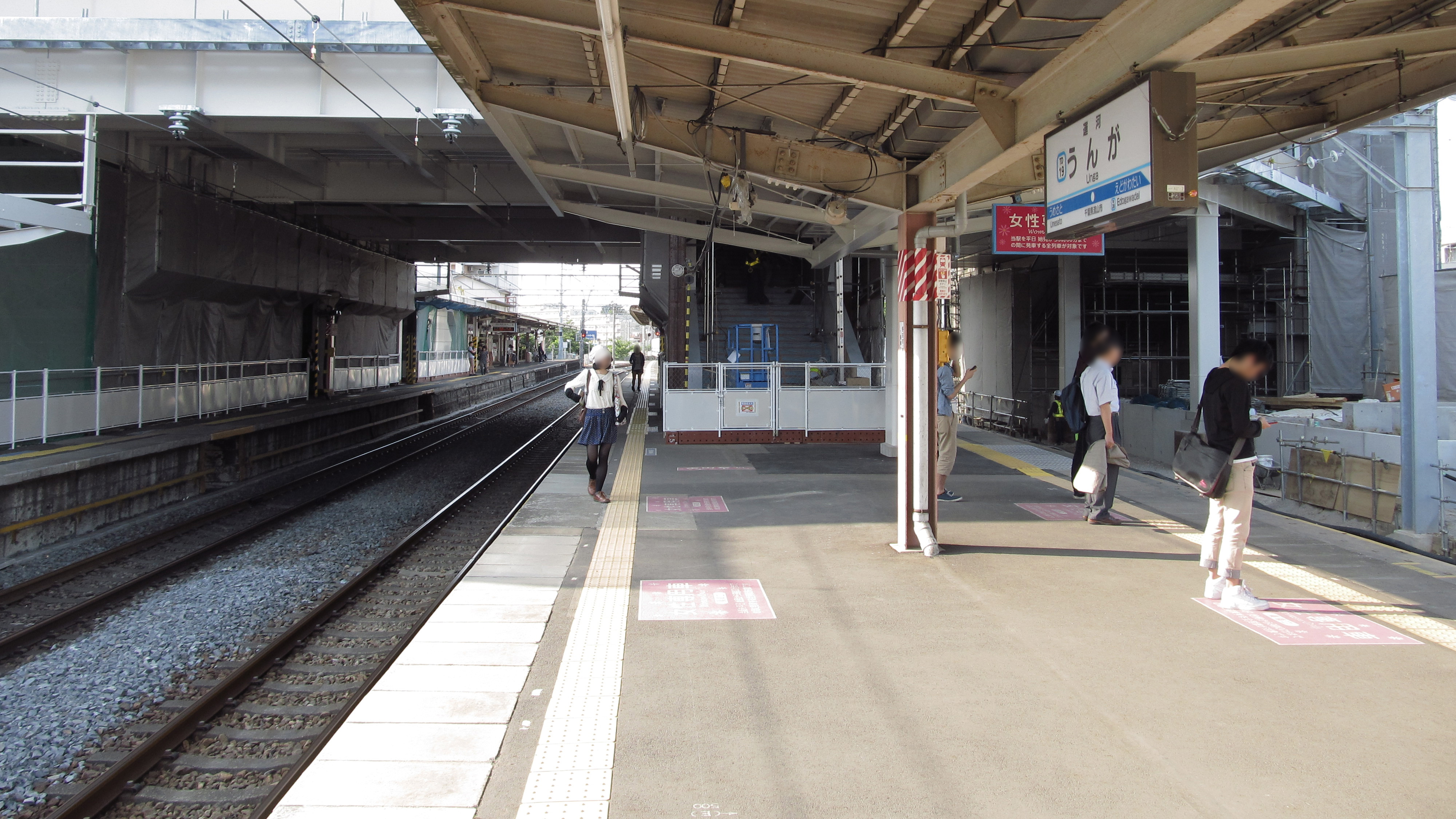
2・3番線ホーム※2番線は中線で上下線に出発可能（2013年5月）

## 利用状況
2024年度（令和6年度）の1日平均乗降人員は21,494人である。
近年の1日平均乗降・乗車人員の推移は以下の通り｡
| 年度               | 1日平均 乗降人員 | 1日平均 乗車人員 | 出典       |
| ------------------ | ---------------- | ---------------- | ---------- |
| 2001年（平成13年） | 21,141           | 10,610           |            |
| 2002年（平成14年） | 20,813           | 10,458           |            |
| 2003年（平成15年） | 21,785           | 10,989           |            |
| 2004年（平成16年） | 21,620           | 10,916           |            |
| 2005年（平成17年） | 21,965           | 11,060           |            |
| 2006年（平成18年） | 22,472           | 11,253           |            |
| 2007年（平成19年） | 23,119           | 11,501           |            |
| 2008年（平成20年） | 23,269           | 11,572           |            |
| 2009年（平成21年） | 22,766           | 11,316           |            |
| 2010年（平成22年） | 22,628           | 11,247           |            |
| 2011年（平成23年） | 22,981           | 11,309           |            |
| 2012年（平成24年） | 23,165           | 11,407           |            |
| 2013年（平成25年） | 21,909           | 10,776           |            |
| 2014年（平成26年） | 21,232           | 10,472           |            |
| 2015年（平成27年） | 21,781           | 10,766           |            |
| 2016年（平成28年） | 21,718           | 10,850           |            |
| 2017年（平成29年） | 22,029           | 11,005           |            |
| 2018年（平成30年） | 22,053           | 11,019           |            |
| 2019年（令和元年） | 21,875           |                  |            |
| 2020年（令和 2年） | 13,025           |                  |            |
| 2021年（令和 3年） | 17,250           | 8,614            | [ 東武 2 ] |
| 2022年（令和 4年） | 19,642           | 9,812            | [ 東武 3 ] |
| 2023年（令和05年） | 20,859           | 10,425           | [ 東武 4 ] |
| 2024年（令和06年） | 21,494           | 10,740           | [ 東武 1 ] |

## 駅周辺

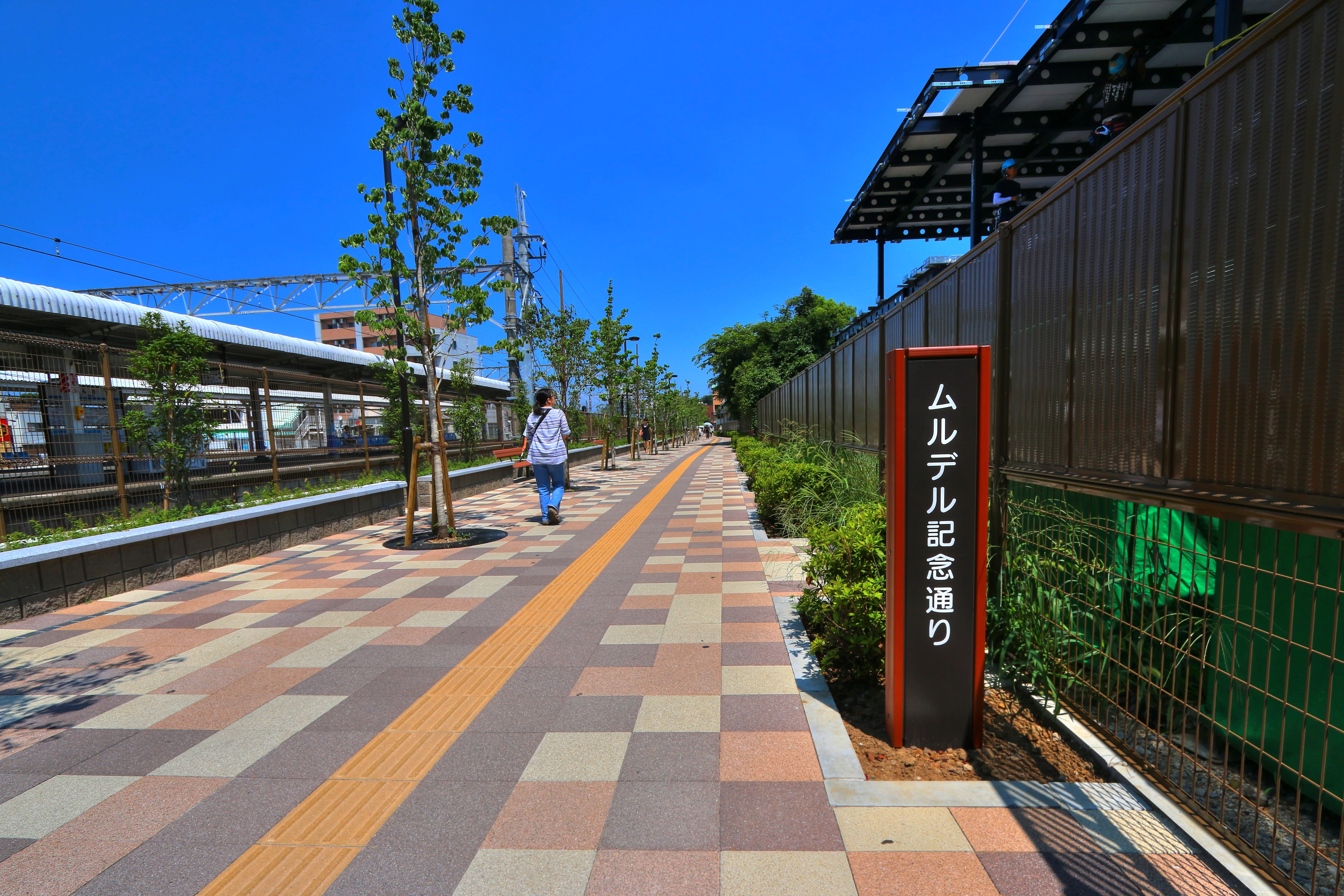
ムルデル記念通り（東口）

当駅周辺は流山市東深井であるが、利根運河を越えると野田市（一部は流山市域）の市域に入る。
駅西側には千葉県道5号松戸野田線・流山街道、東側には国道16号、利根運河に沿って千葉県道407号我孫子流山自転車道線が走る。
東深井地区はTBS、東急不動産、小田急電鉄などによって開発された住宅街となっている。また、須田恒弘プロデュースによる、ニュージーランドの街並みを再現した｢ルアジーランド流山｣の分譲が行われ、ニュージーランドからも関心が寄せられた。利根運河を挟んで野田市側に東京理科大学（野田キャンパス）も立地するため、単身学生向けアパートも多い。
西口出て直ぐにタクシーのりば（主に丸川タクシー）がある。
流山市東深井・西深井等

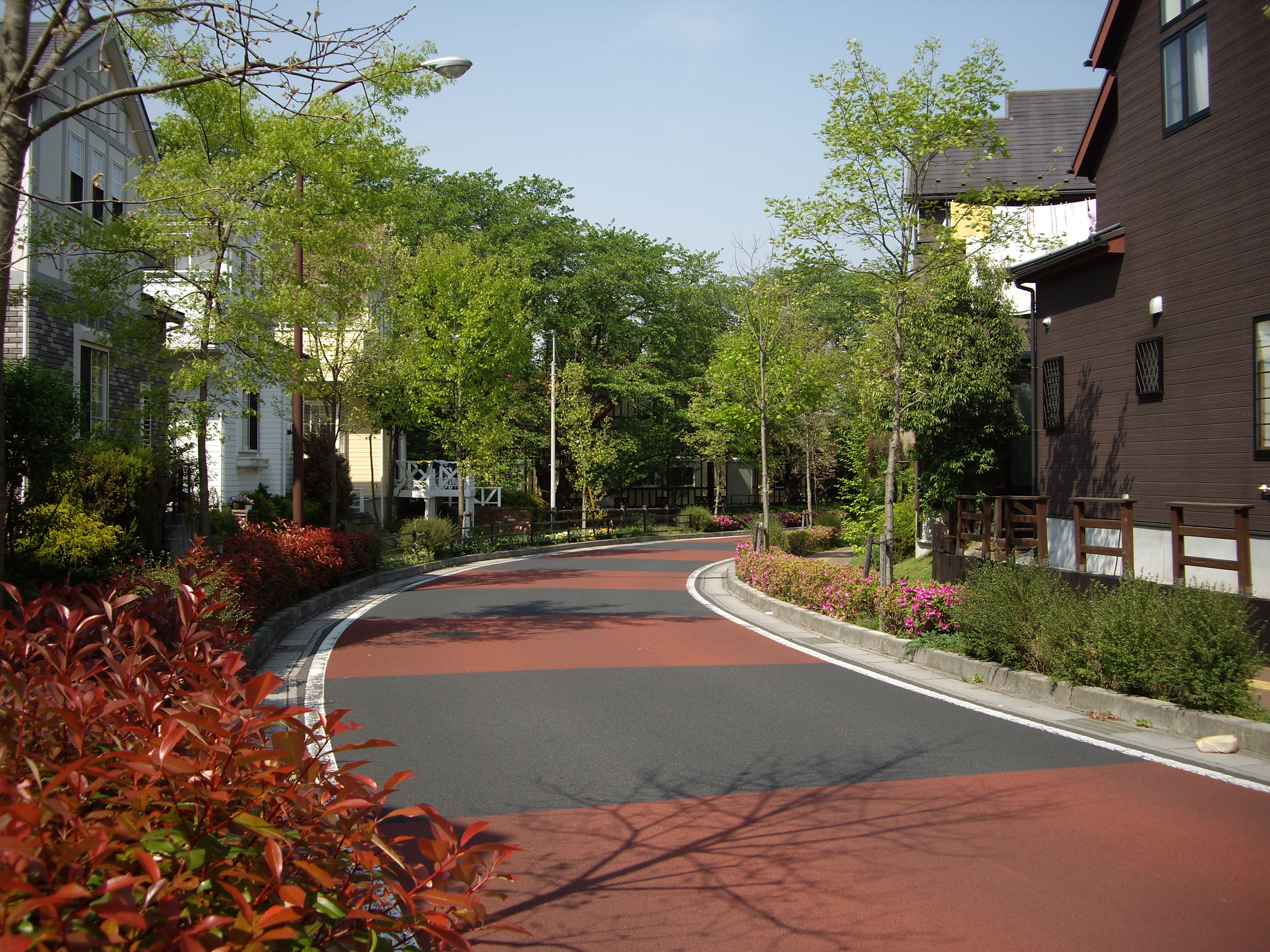
東深井の住宅街

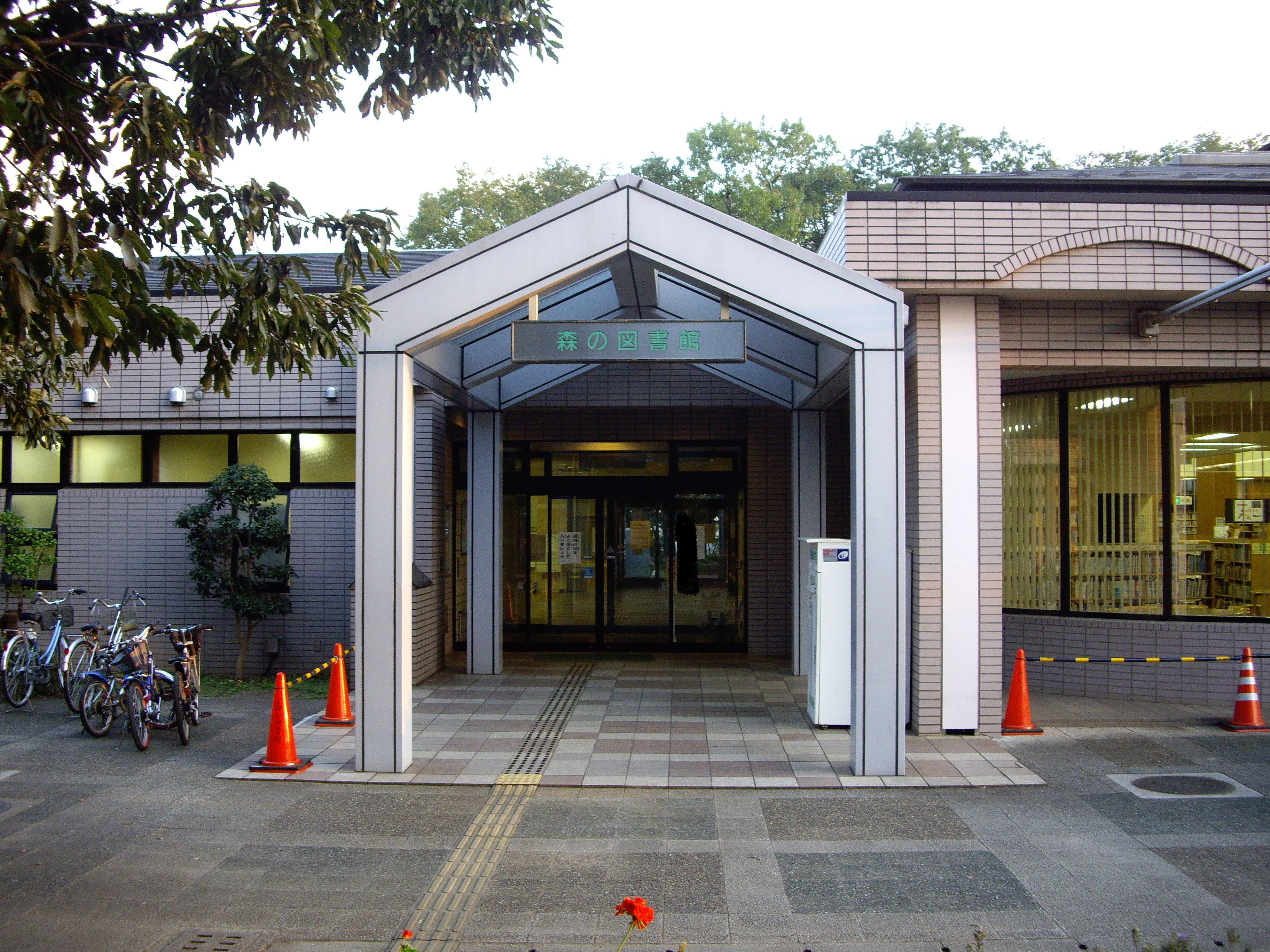
流山市立森の図書館

- 国土交通省関東地方整備局 江戸川河川事務所運河出張所
- 流山警察署 運河交番
- 流山市立森の図書館（北部地域図書館）
- 流山市東深井福祉会館
- 流山市老人福祉センター
- 流山市立東深井中学校
- 流山市立東深井小学校
- 流山市立西深井小学校
- 新川郵便局
- JAとうかつ中央 運河支店
- ビッグ・エー 流山東深井店
- ベルク 流山東深井店
- 生活協同組合コープみらい コープ東深井店
- セイムス 運河店
- セキ薬品 東深井店
- TSUTAYA 流山店
- ゲオ 流山店
- 流山市立運河水辺公園[2]
- 東深井地区公園
- 流山ヘリポート
- ギャラリー平左衛門

野田市山崎等

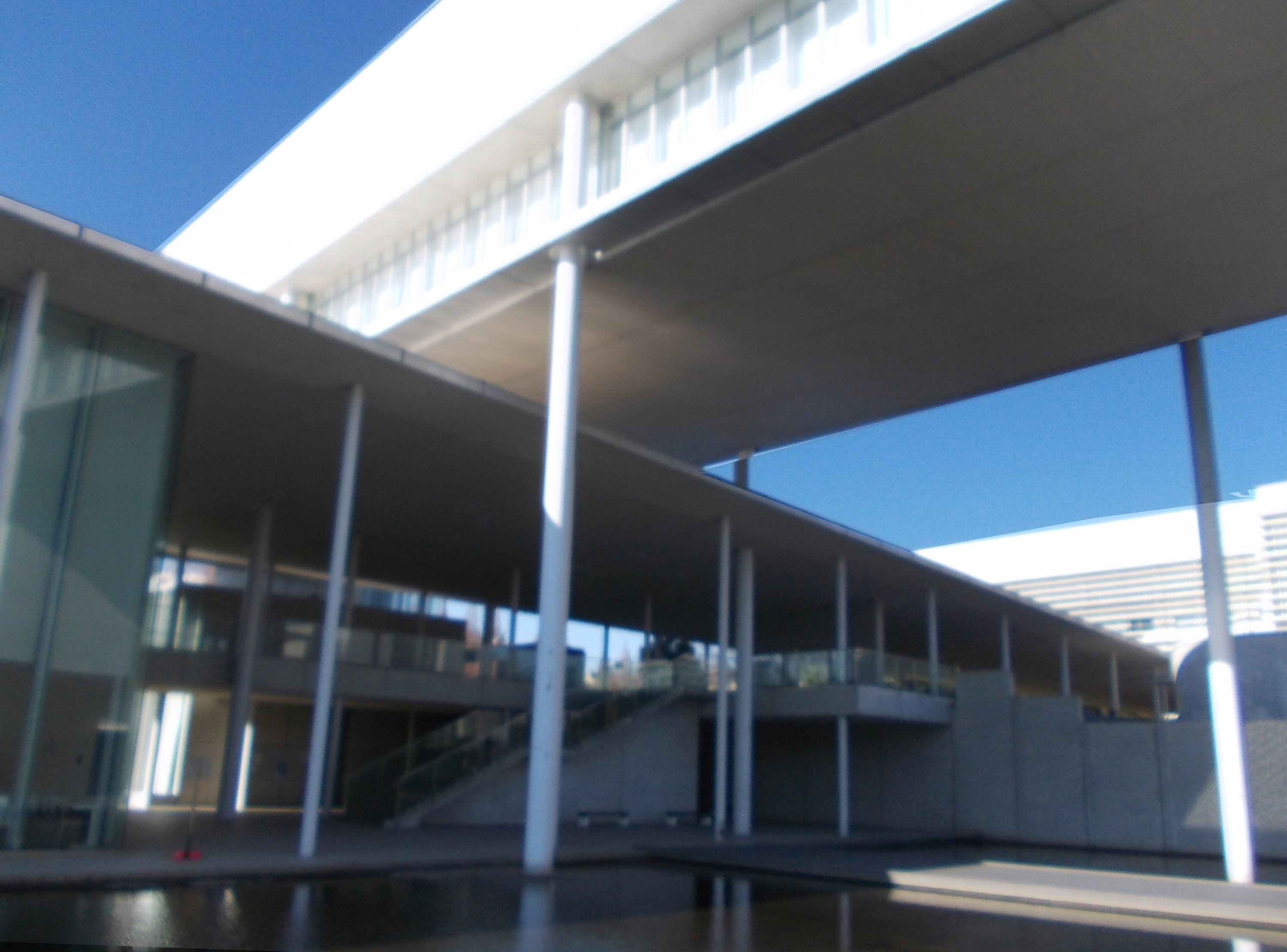
東京理科大学野田キャンパス

- 関東運輸局千葉運輸支局 野田自動車検査登録事務所
- 東京理科大学野田キャンパス（理工学部・薬学部）[2]：駅北側（千葉県野田市）にあり、東京理科大学へは、「運河橋」または「ふれあい橋」を利用して渡る。徒歩数分の距離である。「運河駅」は流山市と野田市の境界に近い場所にあり、橋の北側は一部を除き野田市域である。
  - なるほど科学体験館
  - 理窓会記念自然公園
  - 総合グラウンド
- 江戸川病院
- 宗教法人霊波之光[15]：東京理科大学野田キャンパスの北側に隣接する。人道橋の「ふれあい橋」は、霊波之光が1996年に建設して野田市に寄贈したものである[15]。
- 運河橋
- ふれあい橋（ニールセン・ローゼ橋）

## バス路線
流山ぐりーんバス「東深井散策の森入口」「四季の杜」「東深井28号公園前」（江戸川台東ルート）とまめバス「西亀山」（南ルート中根）が最寄り停留所であるが、いずれも徒歩10分程度離れた場所にある。以前は駅前に東武バス（末期は茨急バス）の停留所があり、流山駅行・野田市駅行が運行されていた。

## 隣の駅
東武鉄道
 東武アーバンパークライン
■急行
梅郷駅 (TD 18) - 運河駅 (TD 19) - 流山おおたかの森駅 (TD 22)
■区間急行・■普通
梅郷駅 (TD 18) - 運河駅 (TD 19) - 江戸川台駅 (TD 20)